# Gabriel Hargues
Gabriel Hargues (Tarnòs, 20 d'abril de 1904 - Baiona, 7 de juliol de 1982) va ser un ciclista francès, que fou professional entre 1930 i 1938.

## Palmarès
- 1932
  - 2n al Gran Premi República
- 1933
  - 1r al Bordeus-Tolosa-Bordeus
- 1935
  - 1r al Circuit del Bearn
  - 2n al Circuit de la Vienne

### Resultats al Tour de França
- 1931. Exclòs (2a etapa)